# Los Charanes (Huancabamba)
Los Charanes es un caserío peruano ubicado en el distrito de Huarmaca, perteneciente a la provincia de Huancabamba del departamento de Piura, al norte del Perú. 

## Ubicación
Los Charanes se ubica al oeste de la provincia de Huancabamba, en el distrito de Huarmaca, en el departamento de Piura.

## Demografía
En 2017 Los Charanes tenía una población de 151 habitantes.